# Đảng Whig (Hoa Kỳ)
Đảng Whig là một đảng chính trị của Hoa Kỳ thành lập trong thời kỳ dân chủ hóa của tổng thống Andrew Jackson hoạt động từ năm 1833 đến năm 1856  với mục đích đối lập với Andrew Jackson và Đảng Dân chủ, chủ trương ủng hộ thay đổi đưa quyền hạn của quốc hội lên trên tổng thống, hiện đại hóa, và giữ nền kinh tế bảo thủ.
Tên Whig được lấy từ thời cách mạng Hoa Kỳ năm 1776, lúc bấy giờ là tượng trưng cho phong trào yêu nước chống lại chuyên quyền.
Thành viên đảng Whig gồm nhiều nhân vật có tên tuổi như Daniel Webster, William Henry Harrison, và lãnh tụ nổi tiếng Henry Clay từ Kentucky. Ngoài ra còn có những chiến sĩ anh hùng như Zachary Taylor và Winfield Scott. Abraham Lincoln là lãnh tụ Đảng Whig của Illinois. Millard Fillmore lên thay Taylor và là đảng viên Đảng Whig sau cùng nhận chức tổng thống.
Đảng Whig sụp đổ khi chính sách về nô lệ gây chia rẽ giữa các thành viên. Phe chống chiếm hữu nô lệ ngăn chặn Fillmore tái ứng cử trong cuộc bầu cử năm 1856. Winfield Scott phải ra ứng cử thế và thua thảm hại. Nhiều lãnh tụ bỏ Đảng. Lincoln cũng bỏ đảng Whig. Nhiều thành viên bỏ sang theo Đảng Cộng Hòa. Đảng Whig giải tán và theo Fillmore thành lập Đảng Know Nothing.

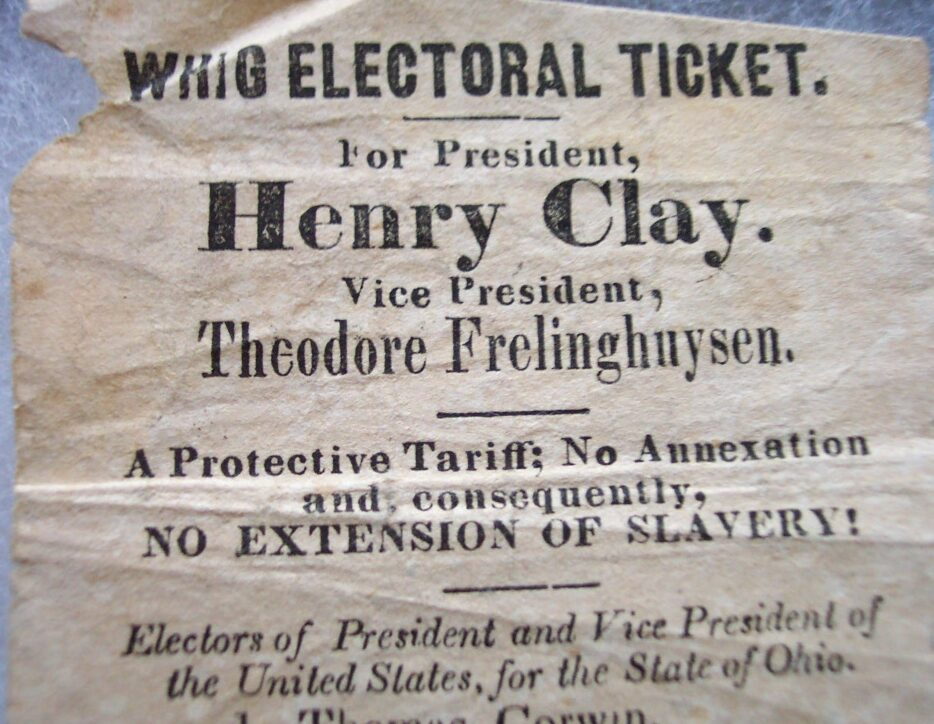
Truyền đơn cho ứng cử viên Henry Clay, 1844